# Battle Lake (Minnesota)
Pour les articles homonymes, voir Battle Lake.
Battle Lake est une ville américaine située dans le Comté d'Otter Tail, dans le Minnesota. Selon le recensement de 2010, sa population est de 875 habitants.